# هم هنغ (حومة لنجة)
هم هنغ (بالفارسية: هم هنگ) هي قرية تقع في إيران في مهران. يقدر عدد سكانها بـ 133 نسمة .